# Phillip Trenkler
Phillip Trenkler (* 5. März 1993 in Tübingen) ist ein deutscher Volleyballspieler.

## Karriere
Trenkler begann seine Karriere beim TV Rottenburg. Dort spielte er nach seiner sportlichen Ausbildung mit der zweiten Mannschaft in der zweiten Liga. Außerdem kam er in die Nachwuchs-Nationalmannschaft des DVV. 2011 wechselte der Außenangreifer mit einem Doppelspielrecht zum Zweitligisten TSV Georgii Allianz Stuttgart. In der Saison 2012/13 spielte er mit dem VC Olympia Berlin in der Bundesliga. Ende Januar 2013 kehrte Trenkler jedoch zurück nach Rottenburg und absolvierte den Rest der Saison im Bundesliga-Team seines Heimatvereins. 2013 wurde er vom Ligakonkurrenten Chemie Volley Mitteldeutschland verpflichtet. 2015 wechselte Trenkler an den Ammersee zum TSV Herrsching. 2016 kehrte er erneut in seine Heimat nach Rottenburg zurück.